# Hillsboro, Kansas
Hillsboro là một thành phố thuộc quận Marion, tiểu bang Kansas, Hoa Kỳ. Năm 2010, dân số của xã này là 2993 người.